# Lophocampa significans
Lophocampa significans är en fjärilsart som beskrevs av Edwards 1888. Lophocampa significans ingår i släktet Lophocampa och familjen björnspinnare. Inga underarter finns listade i Catalogue of Life.